# Route 63 (Ontario)
Pour les articles homonymes, voir Route 63.
La route 63 est une route provinciale de l'Ontario reliant North Bay à la frontière Québec-Ontario, à Témiscaming (du côté du Québec). Elle possède une longueur de 63.5 kilomètres.

## Description du Tracé
La route 63 débute au nord-est du centre-ville de North Bay, soit sur le multiplex des routes 11 et 17 (Route Transcanadienne), en direction de toutes les principales villes de la province. Elle se dirige ensuite vers l'est en étant à 4 voies séparées, mais ceci est de courte durée (à peine 2 kilomètres), puis elle devient une route à 2 voies normales. Après avoir passé au nord-ouest du lac Trout, elle se dirige vers le nord-est en traversant les montagnes du bouclier canadien pendant 63 kilomètres, en croisant la route secondaire 533 sud autour du kilomètre 40 en direction de Mattawa. Elle traverse finalement la rivière des Outaouais, frontière entre le Québec et l'Ontario, et laisse donc sa place à la route 101 en direction de Ville-Marie et de Rouyn-Noranda. 
Le but de la Route 63 est tout simplement de relier le Témiscamingue aux principales villes du nord-ontarien.